# Crotalaria andromedifolia
Crotalaria andromedifolia är en ärtväxtart som beskrevs av Rudolf Wilczek. Crotalaria andromedifolia ingår i släktet sunnhampor, och familjen ärtväxter. Inga underarter finns listade i Catalogue of Life.